# Vezzi Portio
Vezzi Portio là một đô thị ở tỉnh Savona ở vùng Liguria của Ý, có khoảng cách khoảng 50 km về phía tây nam của Genoa và khoảng 13 km về phía tây nam của Savona. Tại thời điểm ngày 31 tháng 12 năm 2004, đô thị này có dân số 729 người và diện tích là 9,7 km².
Vezzi Portio giáp các đô thị: Finale Ligure, Noli, Orco Feglino, Quiliano, Spotorno, và Vado Ligure.